# Michael Espendiller

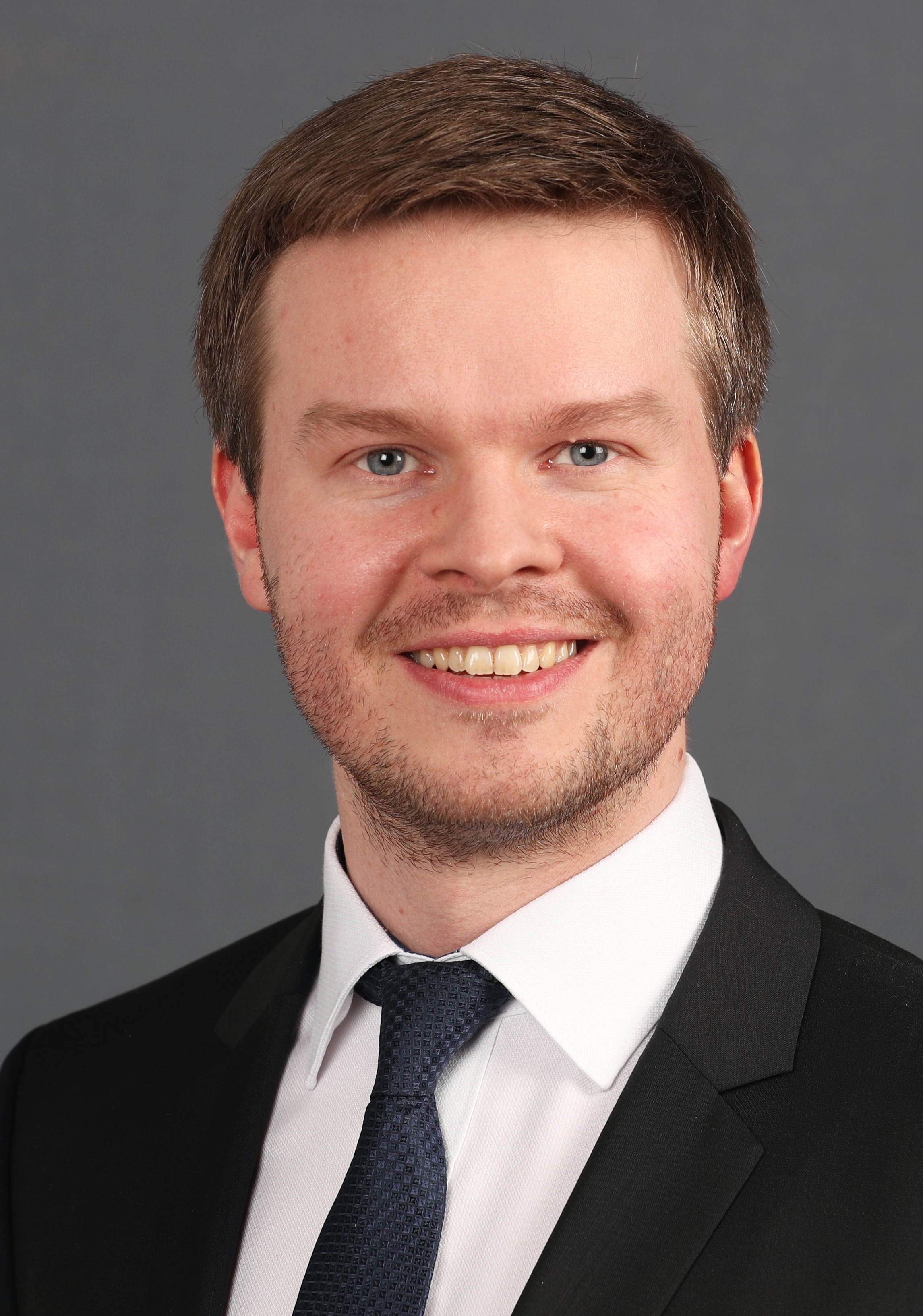
Michael Espendiller (2020)

Michael Espendiller (* 5. Mai 1989 in Leonberg) ist ein deutscher Politiker (AfD). Seit 2017 ist er Mitglied des Deutschen Bundestags und war von 2017 bis 2019 Parlamentarischer Geschäftsführer der AfD-Bundestagsfraktion. Er war bis 2021 forschungspolitischer Sprecher seiner Fraktion.

## Leben und Beruf
Nach dem Besuch der Elisabeth-von-Thüringen-Realschule in Reken wechselte Espendiller 2005 auf das Gymnasium Remigianum in Borken, wo er 2008 das Abitur ablegte. Anschließend absolvierte er ein Studium der Mathematik und der Volkswirtschaftslehre an der Westfälischen Wilhelms-Universität Münster. Danach war Espendiller von 2013 bis 2017 als wissenschaftlicher Mitarbeiter an der RWTH Aachen tätig, wo er 2017 mit der Arbeit „Association in contingency tables – an informationtheoretic approach“ zum Dr. rer. nat. promoviert wurde.

## Partei
Espendiller ist seit 2013 Mitglied der AfD. Er engagierte sich zunächst bei der Junge Alternative für Deutschland, deren stellvertretender Bundesvorsitzender er von 2013 bis 2014 war. Von 2013 bis 2015 gehörte er dem AfD-Kreisvorstand Aachen und von 2015 bis 2017 dem AfD-Bezirksvorstand Köln an.
Espendiller forderte im Bundestagswahlkampf 2017 ein Ende der „Kuscheljustiz“ und härtere Strafen bei körperlicher Gewalt gegen Polizisten. Er beklagte beim WDR, dass „linksradikale Idioten“ nach den G20-Protesten in Hamburg nicht angemessen bestraft würden, obwohl sie Hamburg in „Schutt und Asche“ gelegt hätten. Einer Lokalzeitung sagte Espendiller vor der Wahl, der rechtsnationale Thüringer Landeschef Björn Höcke sei im Wahlkampf „eine Belastung“.
Espendiller bezweifelt den menschengemachten Klimawandel, den er im Bundestag eine „Lüge“ nannte. Er bestreitet die Höhe des vom IPCC genannten anthropogenen Anteils an der globalen Erwärmung. Bei einem Bürgerdialog im Januar 2019 äußerte Espendiller beispielsweise, „der Mensch habe nur einen sehr, sehr, sehr geringen Einfluss darauf“. Espendiller lehnt auch das Hockeyschläger-Diagramm ab, das von dem Klimatologen Michael E. Mann eingeführt und seitdem mehrfach robust reproduziert wurde.
Im September 2020 war Espendiller neben 33 weiteren Bundestagsabgeordneten seiner Fraktion Unterstützer eines Eilantrages mit der Forderung, das Arbeitsverhältnis mit dem ehemaligen AfD-Pressesprecher Christian Lüth mit sofortiger Wirkung zu beenden, da dieser mehrfach mit rechtsextremen Aussagen und Äußerungen von Gewaltfantasien gegenüber Migranten aufgefallen war.

## Abgeordneter
Espendiller ist seit 2017 Mitglied des Deutschen Bundestages und war seitdem bis 2019 parlamentarischer Geschäftsführer der AfD-Bundestagsfraktion. Er trat bei der Bundestagswahl 2017 im Bundestagswahlkreis Steinfurt III als Direktkandidat an, zog aber über die Landesliste Nordrhein-Westfalen in den 19. Deutschen Bundestag ein.
Im 19. Deutschen Bundestag ist Espendiller ordentliches Mitglied im Ausschuss für Bildung, Forschung und Technikfolgenabschätzung, sowie im Ausschuss Digitale Agenda. Zudem ist er als stellvertretendes Mitglied im Ausschuss für Wirtschaft und Energie vertreten.
Für die Bundestagswahl 2021 wurde Espendiller für den Wahlkreis Borken II erneut zum Direktkandidaten für die AfD gewählt und zog schließlich erneut über die Landesliste Nordrhein-Westfalen in den Bundestag ein.